# Badkuip

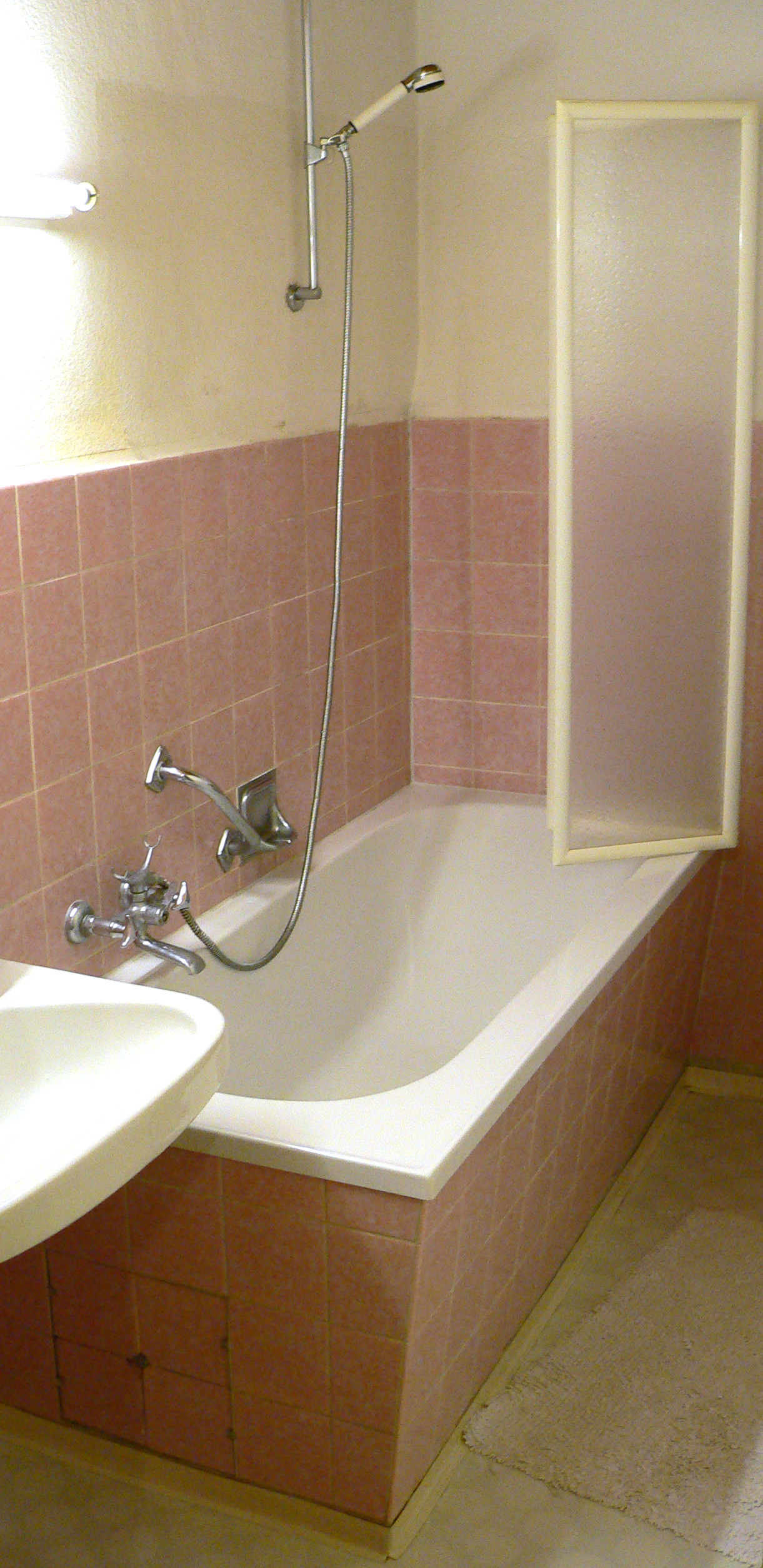
Een badkuip

Een badkuip of kuipbad is een kuip, groot genoeg voor één persoon om zich zittend of liggend in te baden. 
Vaak is bij de badkuip een douche gemonteerd, men kan zich dan al staande in de badkuip douchen. Indien er geen glazen afscheidingswand aanwezig is, kan een douchegordijn worden gebruikt om de vloer niet te nat te laten worden.
In een badkuip zit altijd een overloopbeveiliging zodat als men vergeet de kraan te sluiten het water boven de overloopbeveiliger gelijk de afvoer in gaat en voorkomen wordt dat het bad overstroomt.
Meestal zijn de baden ongeveer 1 meter 80 lang maar in het buitenland vaak minder zodat het voor lange mensen niet altijd mogelijk is geheel liggend het bad te nemen. Meestal wordt het bad gevuld met badschuim maar men kan ook badolie gebruiken. 
Tegenwoordig zijn er luxebadkuipen, de zogenaamde bubbelbaden, die voorzien zijn van een motor en uitblaasgaten om het water in beweging te brengen.
Een alternatief gebruik van de badkuip is het gebruik als vaartuig. Badkuipraces worden op diverse plaatsen in de zomermaanden georganiseerd.

## Geschiedenis
Oorspronkelijk werden badkuipen van hout gemaakt, maar dat materiaal leent zich slecht voor gebruik in een vochtige omgeving. Badkuipen kunnen zijn gemaakt van steen of kunststof, maar ijzer is het meest gebruikte materiaal. Vroeger was het ijzer vaak verzinkt, maar emailleren is een gebruikelijker manier om het ijzer tegen corrosie te beschermen. Vroeger stonden badkuipen op poten die vaak waren versierd ("leeuwepoten"); tegenwoordig zijn badkuipen meestal ingebouwd, wat het schoonmaken een stuk vereenvoudigt.

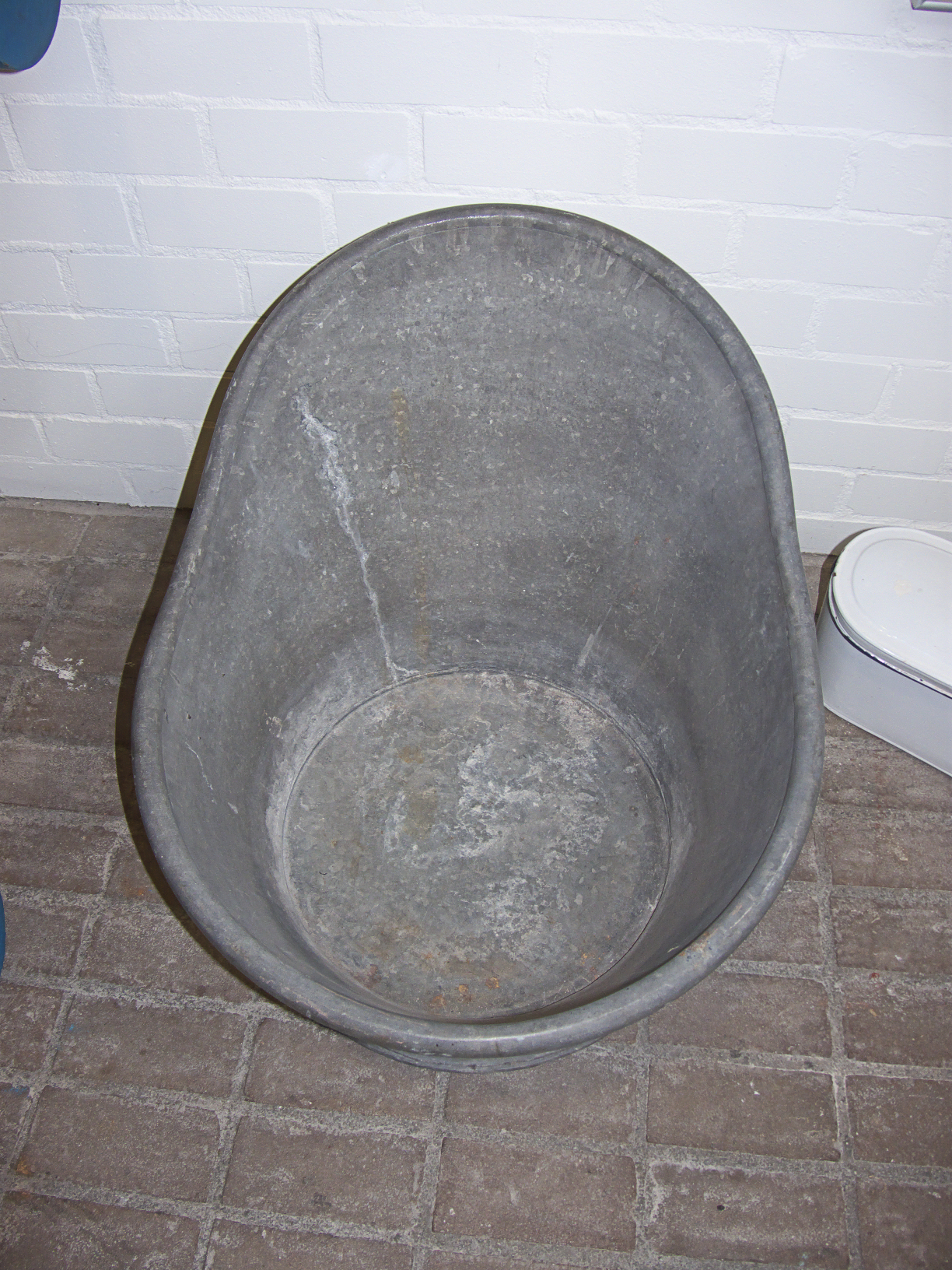
Verzinkt zitbad

## Als bijnaam
- De vleugel van het Stedelijk Museum in Amsterdam die in 2012 aangebouwd is, wordt door zijn opvallende vorm wel de Badkuip genoemd.
- De Henri Dunanttunnel in Helmond werd badkuip genoemd na terugkerende wateroverlast in de tunnel.